# Corporate governance
Corporate governance představuje podle definice OECD systém, kterým je společnost vedena a kontrolována. Systém definuje distribuci práv a povinností mezi zainteresovanými stranami ve společnosti jako jsou akcionáři, výkonný management, statutární orgány, zaměstnanci a zákazníci, případně další zainteresované osoby. Jedná se o soubor právních a exekutivních metod a postupů, které zavazují především veřejně obchodovatelné společnosti udržovat vyvážený vztah mezi společností a těmi osobami, jež ji tvoří.